# C'è un fantasma nel mio letto
C'è un fantasma nel mio letto è un film del 1981 diretto da Claudio Giorgi accreditato come Claudio De Molinis.

## Trama
Una giovane coppia di sposini, Adelaide e Camillo, nella prima notte di luna di miele non trovano libera alcuna camera nell'albergo "Golden Lion" dove avrebbero dovuto consumare il loro amore e si recano in un antico castello nel quale la presenza di uno spirito beffardo e simpatico renderà la vacanza un incubo (proprio lui ha aggiunto una croce sul registro perché l'oste affittacamere Perez non potesse ospitarli, ha alzato la gonna a Marianna, cameriera e moglie dell'oste, e ha mangiato pollo e bevuto birra, scatenando l'ira dei commensali, che davano la colpa al vicino).
Si tratta di un degenerato barone, avo della baronessa che vive nel castello, adibito a albergo con il servitore Angus, addetto alle pozioni. Il fantasma aiuta la mensa sottraendo cibo in abbondanza nelle trattorie; ma è animato da una libido incontenibile verso ogni donna, e da un'indole giocosa che lo spinge a beffarsi di chiunque gli capiti a tiro. Usa i propri poteri per rendere inoffensivo Camillo nella sera della sua prima notte, sottraendogli la procace Adelaide, sostituendosi al coniuge nell'amplesso tanto atteso. Non contento, torna una seconda volta per far lo stesso.
Ma la terza volta che compie il misfatto, Adelaide si accorge di avere un fantasma nel letto, vedendo che alla fine con sé non c'è che il lenzuolo che ha tra le mani, e nessun uomo; ne parla con la baronessa che la rassicura. La cuoca Josephina vuol ricattare lo spettro: se non giacerà con lei, userà gli incantesimi di un suo vecchio manoscritto per esorcizzarlo definitivamente; ma è Angus che le appare davanti, e riesce a sottrarre il volume.
Proseguono gli scherzi a Camillo. Il fantasma gli buca tutte le ruote, offeso dagli improperi rivoltigli dallo sposo. Inoltre tramuta la moto che prende al posto dell'auto in un bolide irrefrenabile gettato su strada all'impazzata. La corsa finisce in un fienile. Soccorso da Marianna, rischia di finire castrato dal marito che lo sorprende nudo accanto alla moglie (la quale si era spogliata dopo il lancio di un insetto nel décolleté). Per sfuggire a lui, deve uscire dalla finestra.
Piangendo, il barone ottiene da Adelaide una condizione: a patto che gli restituisca il marito incolume e che esca dalla loro vita, la donna si offrirà alle sue voglie per altre due volte. Ma Angus, per punire il barone che lo manda a far sesso con Josephina ("l'Ippopotama"), scambia le boccette del Super Afrodisiaco e del Super Sonnifero. Così il barone si addormenta, mentre Angus versa il liquido nel bicchiere di Camillo, che sta riposando dopo la brutta giornata.
Preso da una furia erotica, l'uomo corre per tutto il castello, strappa la gonna a Marianna (venuta col marito per aiutare a cambiare le gomme) e assale due volte la cuoca, prima di venire colpito dalla moglie con una mazza. Al risveglio, Camillo scopre di aver sognato e che si è trovato in auto per tutto il tempo, dormendo per due ore. Ma lui e Adelaide arrivano presto a una locanda che somiglia a quella del sogno. Così Camillo esprime la sua ferma intenzione di non proseguire, preferendo tornare indietro piuttosto che scoprire a sue spese che anche il fantasma e il castello sono reali.

## Distribuzione
Il film è uscito in Italia il 3 aprile 1981 e in Spagna il 28 novembre dello stesso anno.